# Hrvatska konzervativna stranka
 Ovo je glavno značenje pojma Hrvatska konzervativna stranka. Za ostala značenja pogledajte Hrvatska konzervativna stranka (razdvojba).
Hrvatska konzervativna stranka (HKS) naziv je za povijesnu desnu političku stranku, koja je djelovala u Hrvatskoj sredinom 1990-ih. Bila je poznata po podržavanju politike HDZ-a i Franje Tuđmana. Na parlamentarnim izborima 1995. godine nije se uspjela izboriti za ulazak u Hrvatski sabor, nakon čega se postupno ugasila.
Predsjednik stranke bio je dr. Andro Ozretić, a sjedište joj je bilo u Splitu, Poljička cesta 39/1.

## Povijest
Osnovana je u Splitu 29. travnja 1995. godine. Po tvrdnjama Mladena Schwartza stranka se "utopila" u HDZ-u, a potle prišla Hrvatskoj pučkoj stranci.

## Unutarnje poveznice
- konzervativizam